# كليمان فنتوريني
كليمان فنتوريني (بالفرنسية: Clément Venturini )‏ (و. 1993  م) هو راكب دراجة هوائية فرنسي، ولد في فيلوربان.

## سجل الفوز

### سباقات أو مراحل فاز بها
| التاريخ        | السباق                                                       | المركز                                           |
| -------------- | ------------------------------------------------------------ | ------------------------------------------------ |
| 01 يناير 2011  | 2011 UCI Cyclo-cross World Championships – men's junior race |                                                  |
| 14 ديسمبر 2014 | Cyclo-cross du Mingant Men 2014 (2)                          |                                                  |
| 26 أبريل 2015  | لا رو تورانجيل 2015                                          | الثاني في التصنيف العام                          |
| 01 يناير 2016  | كأس فرنسا لركوب الدراجات على الطريق 2016                     | الثالث في تصنيف أفضل شاب، السادس في تصنيف النقاط |
| 01 أبريل 2016  | روت أديلي 2016                                               | الثاني في التصنيف العام                          |
| 14 أبريل 2016  | جائزة دينين الكبرى 2016                                      | السادس في التصنيف العام                          |
| 29 مايو 2016   | 2016 Boucles de l'Aulne                                      | الثالث في التصنيف العام                          |
| 09 يوليو 2016  | طواف النمسا 2016                                             | التاسع في تصنيف النقاط                           |
| 08 يناير 2017  | Cyclo-cross du Mingant Men 2017                              | الفائز في التصنيف العام                          |
| 31 مارس 2017   | روت أديلي 2017                                               | العاشر في التصنيف العام                          |
| 07 أبريل 2017  | حلبة دي لا سارث 2017                                         | الخامس في تصنيف النقاط                           |
| 14 مايو 2017   | أربعة أيام من دونكيرك 2017                                   | الفائز في التصنيف العام                          |
| 21 مايو 2022   | طواف فينيستير 2022                                           |                                                  |

## روابط خارجية
- كليمان فنتوريني على موقع الاتحاد الدولي للدراجات (الإنجليزية)
- كليمان فنتوريني على موقع أرشيف الدراجات (الإنجليزية)
- كليمان فنتوريني على موقع إحصائيات الدراجات الإحترافية (الإنجليزية)
- كليمان فنتوريني على موقع نسبة الدراجات (الإنجليزية)
- كليمان فنتوريني على موقع CycleBase (الإنجليزية)